# David Edstrom
David Edstrom, född 18 februari 2005, är en svensk ishockeyspelare som är utlånad till Frölunda HC i SHL från San Jose Sharks i NHL. År 2023 draftades han av Vegas Golden Knights i första rundan som 32:a totalt.

## Karriär
Säsongen 2023/2024 lånades Edstrom ut till Frölunda HC och var en viktig spelare när laget tog sig till semifinal i SM-slutspelet. Samma säsong var han uttagen till det svenska juniorlandslaget som tog sig till finalen i JVM som spelades på hemmaplan i Scandinavium där laget fick se sig besegrat av det amerikanska juniorlaget.